# Michael Obst
Michael Obst (Leipzig, 22 de junio de 1944) es un deportista alemán que compitió para la RFA en remo como timonel.
Participó en los Juegos Olímpicos de Roma 1960, obteniendo una medalla de oro en la prueba de cuatro con timonel. Ganó una medalla de oro en el Campeonato Europeo de Remo de 1959.

## Palmarés internacional
| Representando al Equipo Alemán Unificado |                 |                |                    |
| Juegos Olímpicos                         |                 |                |                    |
| Año                                      | Lugar           | Medalla        | Prueba             |
| 1960                                     | Roma (Italia)   | Medalla de oro | Cuatro con timonel |
| Representando a la RFA                   |                 |                |                    |
| Campeonato Europeo                       |                 |                |                    |
| Año                                      | Lugar           | Medalla        | Prueba             |
| 1959                                     | Mâcon (Francia) | Medalla de oro | Cuatro con timonel |